# Dorothy Stratten

Hrob Dorothy Stratten

Dorothy Ruth Hoogstraten (28. února 1960 Vancouver – 14. srpna 1980 Los Angeles) profesionálně známá jako Dorothy Stratten, byla kanadská modelka a herečka.

## Životopis
Dorothy Stratten se narodila ve Vancouveru nizozemským přistěhovalcům. Měla sestru jménem Louise. Studovala školu Centennial High School v Coquitlam a v roce 1978 zde odmaturovala. Nejprve si přivydělávala jako servírka a později se stala tváří časopisu Playboy. V roce 1980 se stala Playmate roku. Zahrála si i v několika filmech. Jedinou hlavní roli dostala ve sci-fi snímku Galaxina z roku 1980. Dále účinkovala ve snímcích A všichni se smáli (1981), Americathon (1979) nebo v seriálu Fantasy Island (1977). V roce 1979 se provdala za Paula Snidera.
Život Dorothy Stratten předčasně skončil poté, co ji zastřelil její manžel Paul Snider. Dorothy se s Paulem chtěla rozvést, ale Paul si to nepřál. Zatáhl Dorothy do ložnice a přivázal ji k posteli. Znásilnil ji, poté ji střelil do obličeje, s jejím mrtvým tělem měl ještě jednou pohlavní styk a poté obrátil zbraň proti sobě.
O Dorothy bylo natočeno několik dokumentů, objevila se na obalu programu kanadské baseballové ligy a zpěvák Bryan Adams jí věnoval píseň The Best Was Yet to Come. Podobně se zachovala i kapela Red Hot Chilli Peppers, která o Dorothy složila píseň Californication.
Je pohřbena na hřbitově Westwood Village Memorial Park Cemetery v Los Angeles.

## Filmografie
- 1979 – Skatetown U.S.A.
- 1979 – Americathon
- 1981 – Galaxina
- 1981 – A všichni se smáli
- 1977 – Fantasy Island

## V kultuře
- V televizním seriálu Představujeme vám Chippendales! (2022) ji ztvárnila herečka Nicola Peltz.[1]